# دستگاه رهاسازی کندریک

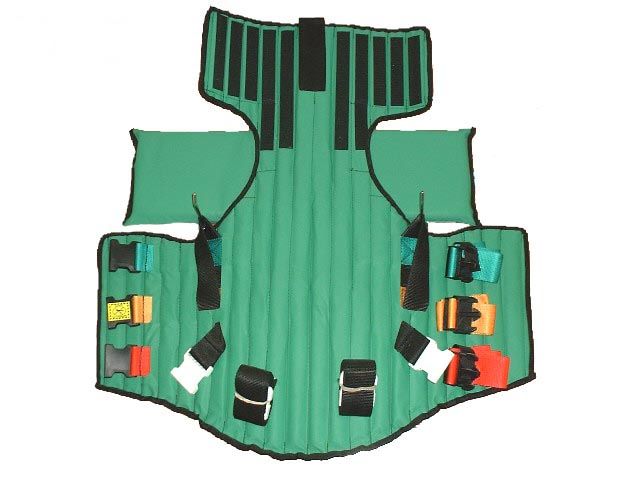
گسترده یک مهار کننده کِد

 دستگاه رهاسازی کندریک (به انگلیسی: Kendrick Extrication Device) یا باختصار کِد یک مهارکننده و رهاکننده مصدوم از درون وسیله موتوری در تصادف رانندگی است. کد یکی از دستگاه‌های همیشگی درون آمبولانس و گروه امداد و نجات است و کارگذاری آن روی بدن حادثه‌دیده بوسیله تکنسین فوریت‌های پزشکی, بهیار یا امدادگر انجام می‌گیرد. کد با یک مهارکننده گردن یا گردنبند پزشکی همراه شده و در رهاسازی و کشیدن مصدوم از درون وسیله موتوری آسیب کمتری به ستون فقرات و طناب نخاعی می‌زند.